# Бећарски дивани
„Бећарски дивани“ је југословенски филм из 1973. године. Режирао га је Иван Ракиџић, а сценарио су писали Иван Ракиџић и Радомир Суботић.

## Улоге
| Глумац                    | Улога |
| ------------------------- | ----- |
| Мира Бањац                |       |
| Слободан Ђурић            |       |
| Иван Хајтл                |       |
| Душан Јакшић              |       |
| Предраг Лаковић           |       |
| Тони Лауренчић            |       |
| Ксенија Мартинов          |       |
| Бранислав Цига Миленковић |       |
| Бранка Митровић           |       |
| Мира Пеић                 |       |
| Божидар Стошић            |       |
| Надежда Вукићевић         |       |